# Argema
Argema es un género de lepidópteros de la familia Saturniidae. Como otros miembros de Saturniini tienen largas colas en sus alas posteriores.

## Especies
- Argema besanti (Rebel, 1895)
- Argema fournieri (Darge, 1971)
- Argema kuhnei (Pinhey, 1969)
- Argema mimosae (Boisduval, 1847)
- Argema mittrei (Guerin-Meneville, 1846)